# بلدة فان بورن (مقاطعة بوتنام)
بلدة فان بورن، مقاطعة بوتنام (أوهايو) (بالإنجليزية: Van Buren Township, Putnam County, Ohio)‏ هي منطقة سكنية تقع في الولايات المتحدة في مقاطعة بتنام، أوهايو.  يقدر عدد سكانها بـ 3,128 نسمة ومساحتها 93.9 كم2  وترتفع عن سطح البحر 227 متر.